# Готшалк фон Плесе
Готшалк фон Плесе (на немски: Gottschalk, Herr zu Plesse; * пр. 1205; † сл. 1247/1249) е господар на замък Плесе на 7 km от Гьотинген.

## Произход
Той е син на Готшалк фон Плесе († сл. 1190) и съпругата му вер. Хазеке фон Дасел, дъщеря на граф Лудолф I фон Дасел († сл. 1166) и вер. на Мехтхилд фон Шауенбург-Холщайн (* 1126), дъщеря на Адолф I († 1130) и на Хилдева. Внук е на Хелманд (Бернард) де Плесе († сл. 1150) и правнук на Хелмолд фон Хьокелхайм († сл. 1144). Брат е на Лудолф фон Плесе († сл. 1244), женен за Аделхайд фон Шарцфелд († сл. 1265), дъщеря на граф Буркард фон Шарцфелд-Лаутерберг († 1225) и Адела фон Глайхен († 1224).
От 1150 г. замък Плесе е резиденция на фамилията, която се нарича на замъка. Готшалк-линията изчезва през 1571 г.

## Фамилия
Готшалк фон Плесе се жени за Бенедикта фон Еверщайн († сл. 1283), дъщеря на граф Албрехт IV фон Еверщайн († 1214) и втората му съпруга Агнес Баварска фон Вителсбах († сл. 1219), вдовица на вилдграф Герхард I фон Кирбург († сл. 1198), дъщеря на пфалцграф Ото VII фон Вителсбах († 1189) и Бенедикта фон Вьорт († 1182). Те имат девет деца:
- Херман фон Плесе († сл. 1268)
- Готшалк фон Плесе († сл. 8 август 1303), женен пр. 19 януари 1266 г. за Гизела фон Цигенберг († сл. 1299), дъщеря на фогт Херман фон Цигенберг († 1262) и Хилдегардис фон Лутерберг († сл. 1266), дъщеря на граф Буркард фон Шарцфелд-Лаутерберг († 1225) и Адела фон Глайхен († 1224)
- Маргарета фон Плесе († сл. 1304), абатиса на Гандерсхайм
- Анна фон Плесе († сл. 1276)
- Герхард фон Плесе († сл. 1241)
- Гертруд фон Плесе, омъжена за Гунцелин фон Волфенбютел († сл. 1254), син на трушсес Гунцелин фон Волфенбютел-Пайне († сл. 1255/1258) и внук на Екберт I фон Волфенбютел († сл. 1191/1193), министериал на Хайнрих Лъв
- Ото фон Плесе († сл. 1273), женен за Гертруд фон Хомбург, дъщеря на Бодо фон Хомбург († сл. 1228)
- Видекинд фон Плесе († сл. 1282)
- Фридрих фон Плесе († сл. 1262)